# كأس السوبر الإيطالي 2014
كأس السوبر الإيطالي 2014 هي النسخة السابعة والعشرون من كأس السوبر الإيطالي، التي تم لعبها في 22 ديسمبر 2014 في ملعب جاسم بن حمد في الدوحة ، قطر.  أقيمت المباراة بين يوفنتوس ونابولي. كان من المقرر مبدئيًا لعب المباراة في 24 أغسطس 2014 ، ولكن بسبب مشاركة نابولي في الجولة الفاصلة في دوري أبطال أوروبا 2014–15 ، طلب الفريق إعادة جدولة المباراة خلال العطلة الشتوية للدوري الإيطالي.  فاز نابولي 6-5 في ركلات الترجيح ، بعد التعادل 2-2 ، ليحصل على الكأس الثاني في البطولة. أصبحت قطر خامس دولة مختلفة تستضيف البطولة.

## المباراة
| يوفنتوس | 2–2 (ب.و.إ.) | نابولي |
| --- | ------------ | --- |
| كارلوس تيفيز 5'، 107' | Report       | غونزالو هيغواين 68'، 118' |
| ركلات الترجيح |              | |
| كارلوس تيفيز · أرتورو فيدال · باول بوجبا · كلاوديو ماركيزيو · الفارو موراتا · ليوناردو بونوتشي · جورجيو كيليني · روبيرتو بيريرا · سيموني بادوين | 5–6          | جورجينيو · فوزي غلام · راؤول ألبيول · غوخان إينلر · غونزالو هيغواين · والتر غارغانو · دريس ميرتنز · خوسيه كاييخون · خاليدو كوليبالي |

| Juventus | Napoli |